# Olympische Jugend-Sommerspiele 2014/Teilnehmer (Gabun)
| Gelbes Symbol für Goldmedaillen mit stilisierten Olympischen Ringen | Graues Symbol für Silbermedaillen mit stilisierten Olympischen Ringen | Braundes Symbol für Bronzemedaillen mit stilisierten Olympischen Ringen |
| ------------------------------------------------------------------- | --------------------------------------------------------------------- | ----------------------------------------------------------------------- |
| —                                                                   | —                                                                     | —                                                                       |

Die Jugend-Olympiamannschaft aus Gabun für die II. Olympischen Jugend-Sommerspiele vom 16. bis 28. August 2014 in Nanjing (Volksrepublik China) bestand aus drei Athleten.

## Athleten nach Sportarten

### Judo
Mädchen
- Sandrine Mbazoghe Endamne
Klasse bis 52 kg: 17. Platz
Mixed: 9. Platz (im Team Yamashita)

### Leichtathletik
Mädchen
- Leandry-Celeste Digombou Nziengui
200 m: 20. Platz
8 × 100 m Mixed: 61. Platz

### Taekwondo
Jungen
- Davy Endamne Dzime
Klasse bis 55 kg: 9. Platz